# Брезовица (Трстеник)
Брезовица је насеље у Србији у општини Трстеник у Расинском округу. Према попису из 2022. било је 435 становника (према попису из 1991. било је 781 становника).

## Демографија
У насељу Брезовица живи 532 пунолетна становника, а просечна старост становништва износи 43,2 година (40,5 код мушкараца и 46,1 код жена). У насељу има 204 домаћинства, а просечан број чланова по домаћинству је 3,12.
Ово насеље је великим делом насељено Србима (према попису из 2002. године), а у последња три пописа, примећен је пад у броју становника.
|  |

| Демографија | Демографија | Демографија |
| Година      | Становника  | Становника  |
| ----------- | ----------- | ----------- |
| 1948.       | 860         |             |
| 1953.       | 857         |             |
| 1961.       | 910         |             |
| 1971.       | 880         |             |
| 1981.       | 869         |             |
| 1991.       | 781         | 710         |
| 2002.       | 636         | 731         |

| Етнички састав према попису из 2002.‍ | Етнички састав према попису из 2002.‍ | Етнички састав према попису из 2002.‍ | Етнички састав према попису из 2002.‍ | Етнички састав према попису из 2002.‍ |
| ------------------------------------ | ------------------------------------ | ------------------------------------ | ------------------------------------ | ------------------------------------ |
|                                      |                                      |                                      |                                      |                                      |
| Срби                                 | Срби                                 |                                      | 634                                  | 99,68%                               |
| Хрвати                               | Хрвати                               |                                      | 1                                    | 0,15%                                |
| непознато                            | непознато                            |                                      | 1                                    | 0,15%                                |

| Година пописа     | 1948. | 1953. | 1961. | 1971. | 1981. | 1991. | 2002. |
| ----------------- | ----- | ----- | ----- | ----- | ----- | ----- | ----- |
| Број домаћинстава | 148   | 161   | 181   | 198   | 215   | 199   | 204   |

| Број чланова      | 1  | 2  | 3  | 4  | 5  | 6  | 7 | 8 | 9 | 10 и више | Просек |
| ----------------- | -- | -- | -- | -- | -- | -- | - | - | - | --------- | ------ |
| Број домаћинстава | 37 | 51 | 46 | 25 | 24 | 13 | 5 | 2 | 0 | 1         | 3,12   |

| Пол    | Укупно | Неожењен/Неудата | Ожењен/Удата | Удовац/Удовица | Разведен/Разведена | Непознато |
| ------ | ------ | ---------------- | ------------ | -------------- | ------------------ | --------- |
| Мушки  | 275    | 78               | 174          | 18             | 4                  | 1         |
| Женски | 281    | 41               | 178          | 59             | 3                  | 0         |
| УКУПНО | 556    | 119              | 352          | 77             | 7                  | 1         |

| Пол    | Укупно                    | Пољопривреда, лов и шумарство | Рибарство                            | Вађење руде и камена | Прерађивачка индустрија       |
| ------ | ------------------------- | ----------------------------- | ------------------------------------ | -------------------- | ----------------------------- |
| Мушки  | 154                       | 82                            | 0                                    | 0                    | 52                            |
| Женски | 110                       | 73                            | 0                                    | 0                    | 27                            |
| УКУПНО | 264                       | 155                           | 0                                    | 0                    | 79                            |
| Пол    | Производња и снабдевање   | Грађевинарство                | Трговина                             | Хотели и ресторани   | Саобраћај, складиштење и везе |
| Мушки  | 3                         | 0                             | 5                                    | 4                    | 3                             |
| Женски | 0                         | 0                             | 4                                    | 2                    | 0                             |
| УКУПНО | 3                         | 0                             | 9                                    | 6                    | 3                             |
| Пол    | Финансијско посредовање   | Некретнине                    | Државна управа и одбрана             | Образовање           | Здравствени и социјални рад   |
| Мушки  | 0                         | 3                             | 0                                    | 0                    | 0                             |
| Женски | 0                         | 1                             | 0                                    | 2                    | 1                             |
| УКУПНО | 0                         | 4                             | 0                                    | 2                    | 1                             |
| Пол    | Остале услужне активности | Приватна домаћинства          | Екстериторијалне организације и тела | Непознато            | Непознато                     |
| Мушки  | 2                         | 0                             | 0                                    | 0                    | 0                             |
| Женски | 0                         | 0                             | 0                                    | 0                    | 0                             |
| УКУПНО | 2                         | 0                             | 0                                    | 0                    | 0                             |